# Segelfluggelände Aventoft

i7
i11
i13
Das Segelfluggelände Aventoft liegt in der Gemeinde Aventoft im Kreis Nordfriesland in Schleswig-Holstein. Es ist das nördlichste Segelfluggelände in Deutschland.

## Flugbetrieb
Das Segelfluggelände ist mit einer 800 m langen Start- und Landebahn aus Gras (Richtung 09/27) ausgestattet. Am Platz findet Flugverkehr mit Segelflugzeugen und Motorseglern statt. Der Start von Segelflugzeugen erfolgt per Windenstart oder Flugzeugschlepp. Der Halter und Betreiber des Segelfluggeländes ist der Luftsportverein Südtondern e. V. Der Verein wurde 1960 gegründet.